# Amas coquillier d’Ōyama
L’amas coquillier d’Ōyama (大山貝塚, ōyama kaizuka) est un site archéologique de la période du Kaizuka Ancien Phases IV et V (3500 à 2500 ans avant le présent) situé dans l’aza d’Ōyama à Ginowan dans la préfecture d’Okinawa au Japon:30,:321-322. 
Il s’agit d’un site majeur pour l’établissement des chronologies typologiques de la céramique de la période Kaizuka et l’évolution des techniques de fouilles archéologiques sur Okinawa. Il est également le site éponyme de la céramique de type Ōyama, caractéristique de la deuxième moitié du Kaizuka Ancien Phase IV:66, 68.
Il a été désigné site historique national en 1972:66,:56. 

## Emplacement et topographie
L’amas coquillier d’Ōyama est situé à Ginowan, une ville sur la côte ouest de l’île d’Okinawa. Il est à l’emplacement d’un site sacré du village d’Ōyama appelé Misukuyama (美底山, ミスクヤマ) ou Misukumūi (美底森, ミスクムゥイ):30,:29,:66. Les documents historiques le mentionnent sous le nom de Yahoso-mui Utaki (ヤホソ森御嶽):29,:322.
Le site est situé sur la pente ouest de cette colline de taille moyenne, en bordure du troisième palier des plateaux calcaires qui s’étagent depuis la côte dans l’ouest de la ville de Ginowan, juste à l’extérieur de la base militaire américaine de Futenma:66,:322. 
Le site est situé à une altitude d’environ 70 mètres:66.

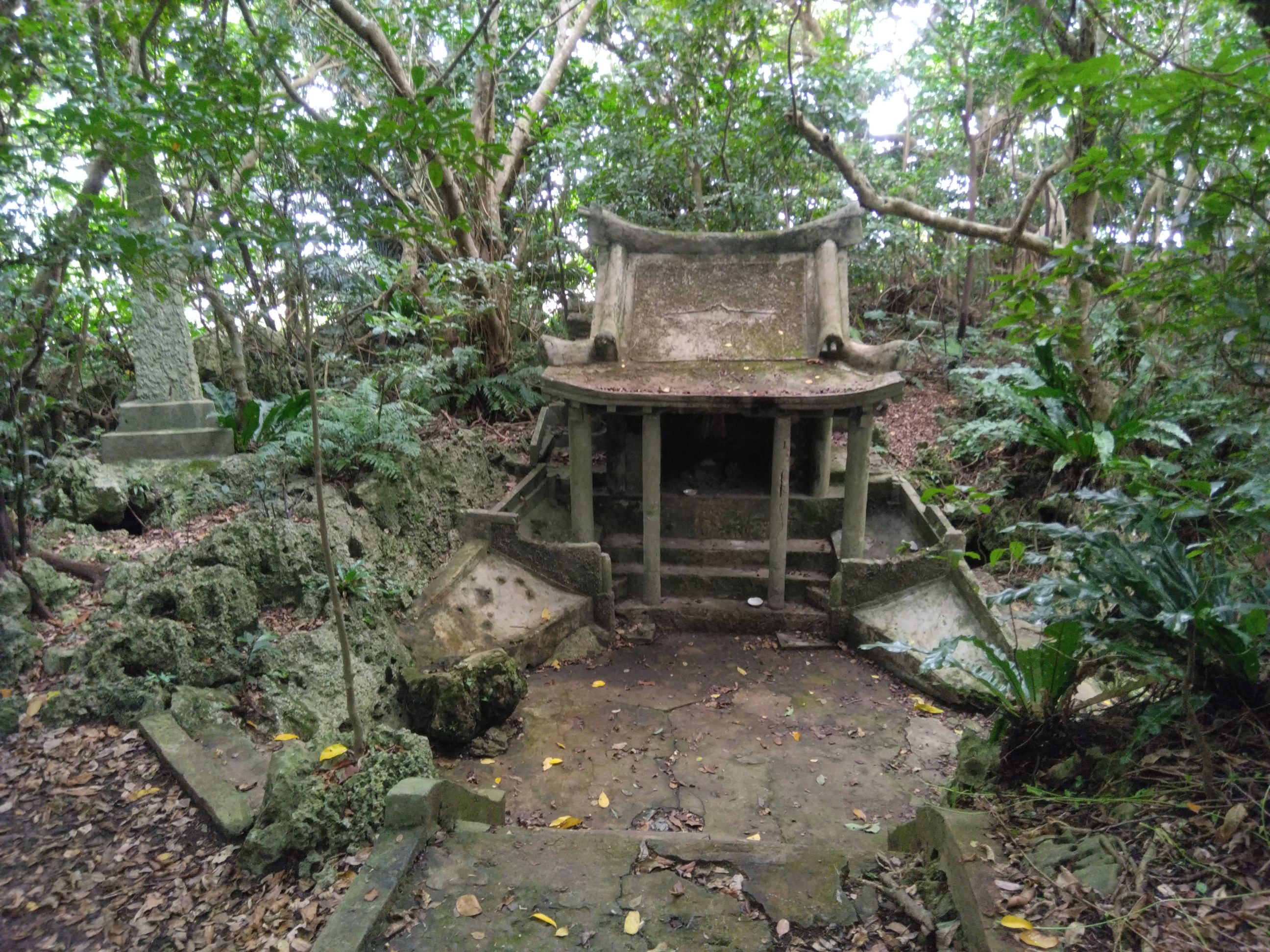
Misukumūi Utaki, la terrasse nord est à droite, la terrasse sud à gauche

Le site sacré comporte un temple en béton construit en 1933:29. De part et d’autre du temple, sur la pente de la colline, des affleurements de calcaire définissent des abris-sous-roche autour d’étroites zones planes. Les abris-sous-roche du côté nord sont numérotés N1, 2, 3…, et ceux du côté sud S1, 2, 3… Une doline (nommée « grotte de Misukumūi » et également connue sous le nom de Misoka Imahora (ミソカイマホラ)) qui se prolonge en grotte horizontale est située sous le temple lui-même:66. 

## Historique des opérations archéologiques
L’amas coquillier d’Ōyama est la première fouille archéologique a avoir eu lieu dans la ville de Ginowan:56.

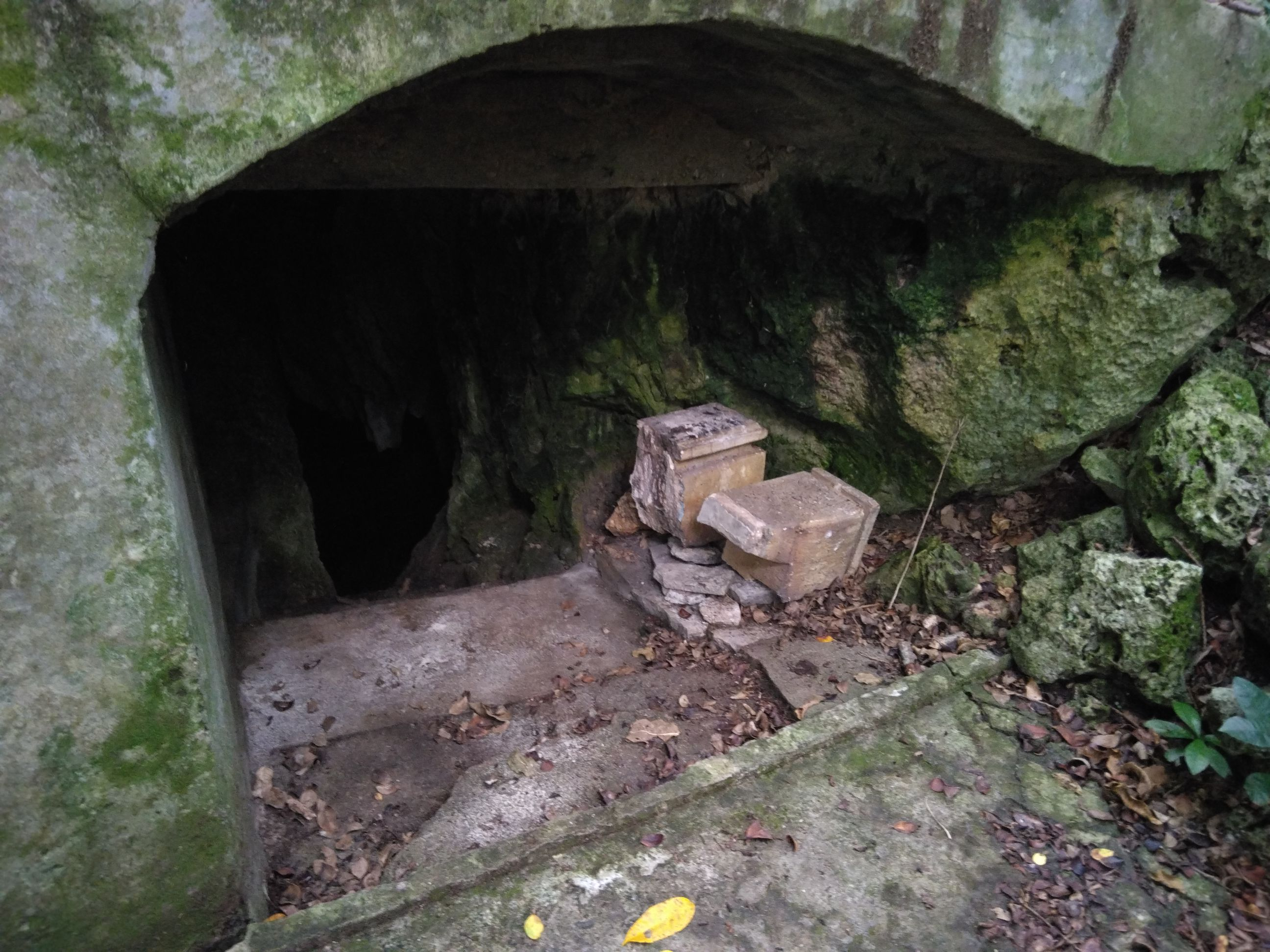
Doline Misoka Imahora

En juillet 1899, Sango Katō, un professeur à l’école moyenne préfectorale originaire d’Aomori, développant la théorie que les utakis et autres lieux sacrés des villages d'Okinawa sont en fait les vestiges archéologiques d’anciens habitats, procède à des recherches dans la doline Misoka Imahora, dans le lieu sacré du village d’Ōyama qu'il enregistre sous le nom de Yahoso-mui Utaki, où il découvre trois haches de pierre polie et une pierre présentant une dépression « dont la forme rappelle un sakazuki »:29,:322.
Shinjun Tawada, botaniste et pionnier de l’archéologie d’après-guerre sur l’île d’Okinawa, ouvre des sondages sur le site en 1954 et y découvre des tessons de céramique et des haches en pierre. Il y mène en 1958 et pour la première fois sur Okinawa, en collaboration avec Mitsuo Kagawa de l’université de Beppu, des fouilles archéologiques appliquant les principes de la stratigraphie:30,:29,:66. Indépendamment des découvertes qui y ont été faites, Le site reste célèbre pour cette raison dans l’histoire de l’archéologie d’Okinawa:321. 

## Description du site

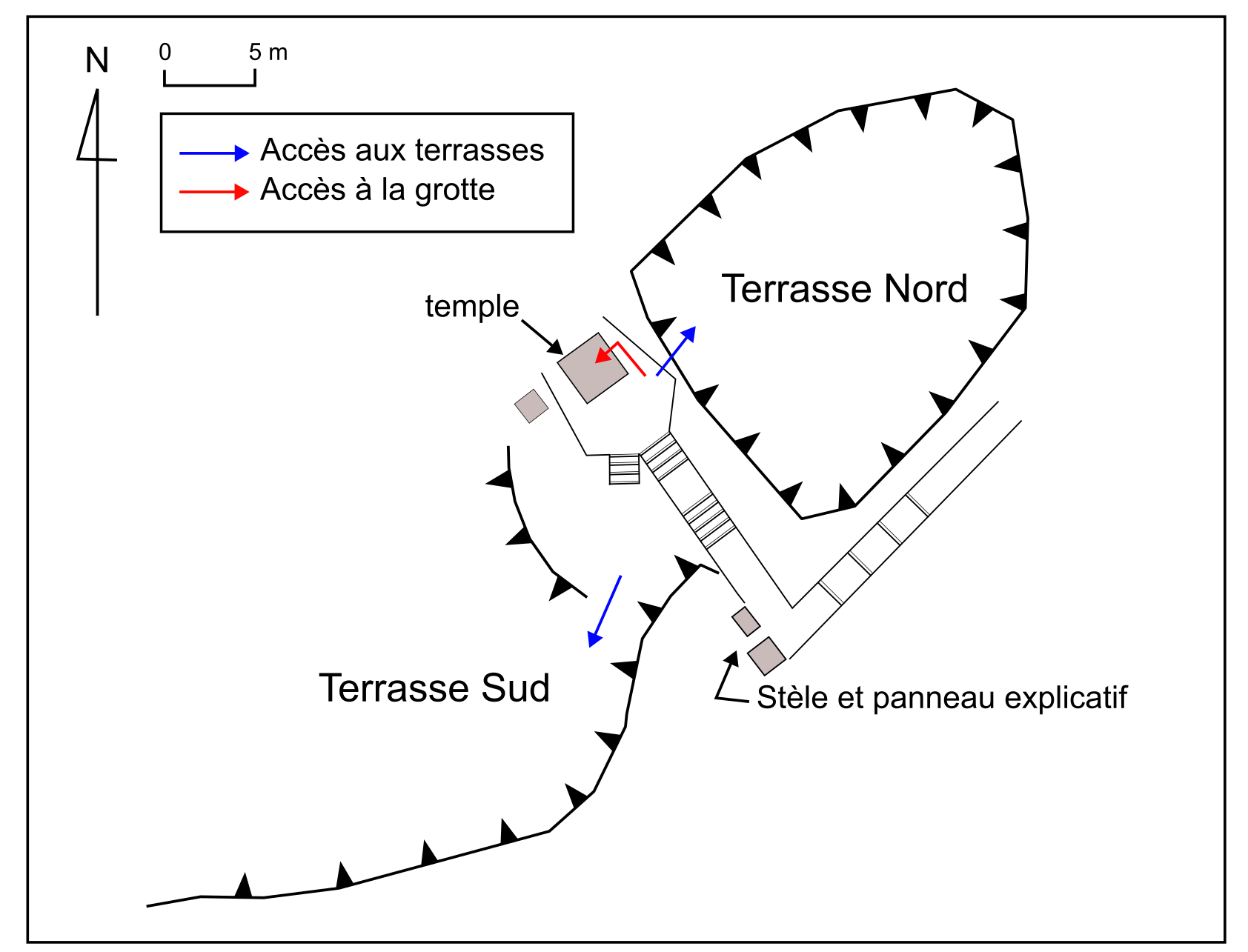
Plan schématique

### Zone Sud

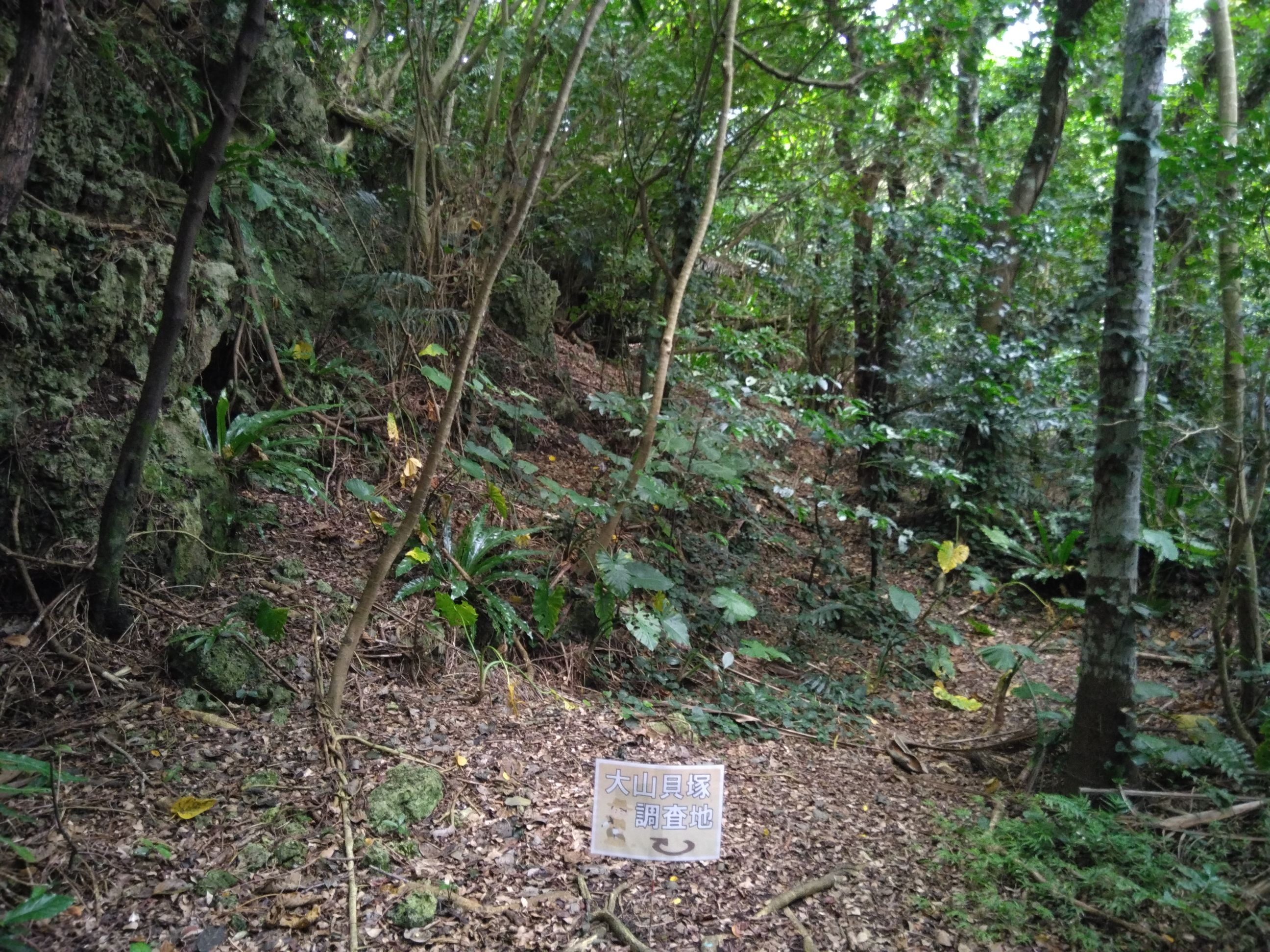
Terrasse Sud

Les fouilles de 1958 mettent au jour de nombreux coquillages et os d’animaux terrestres et de poissons qui définissent un amas coquillier de taille très réduite, essentiellement dans la partie sud du site, entre les affleurements de calcaire:66. Des tessons de céramique y sont également découverts, devant les abris-sous-roche S1 et S2:66. 
L’abri-sous-roche S2 a été  utilisé comme tombe à exposition dans les périodes plus récentes (Royaume de Ryūkyū) et comportait de nombreux ossements humains:66.

### Zone Nord

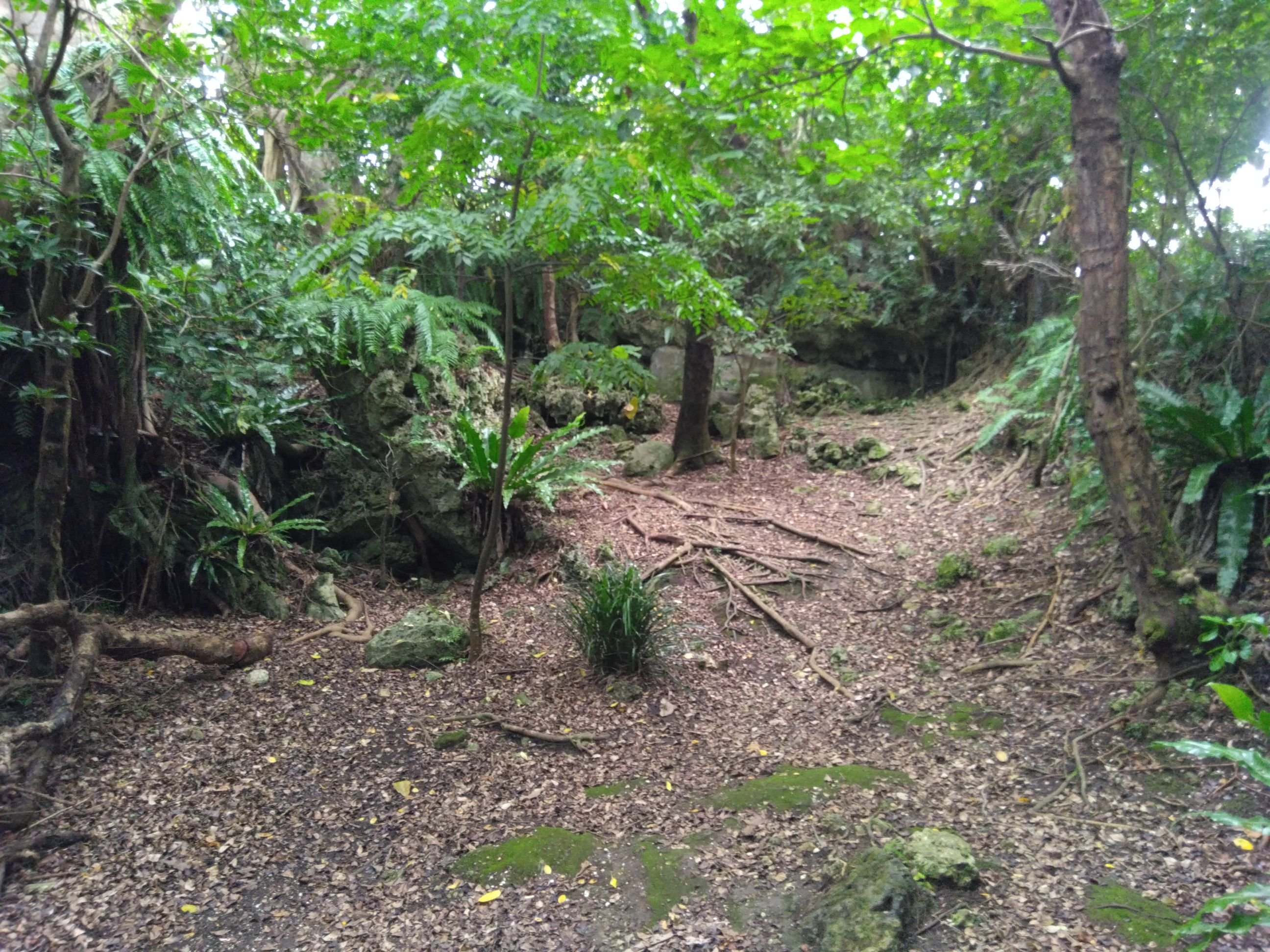
Terrasse Nord

La terrasse nord, fermée sur quatre cotés par des escarpements de calcaire, était probablement la zone d’activité principale à l’époque d’utilisation du site:66.
Du mobilier archéologique a été récolté dans cinq des abris-sous-roche de la partie nord du site, mais les coquillages et os d’animaux ou de poissons y sont beaucoup moins nombreux que dans la zone sud:66. 

### Doline
Des coquillages terrestres et marins ont été collectés dans la doline sous le temple également, mais les artéfacts y sont beaucoup plus rares. Des ossements humains y ont également été observés, suggérant un potentiel archéologique:66. 

## Stratigraphie

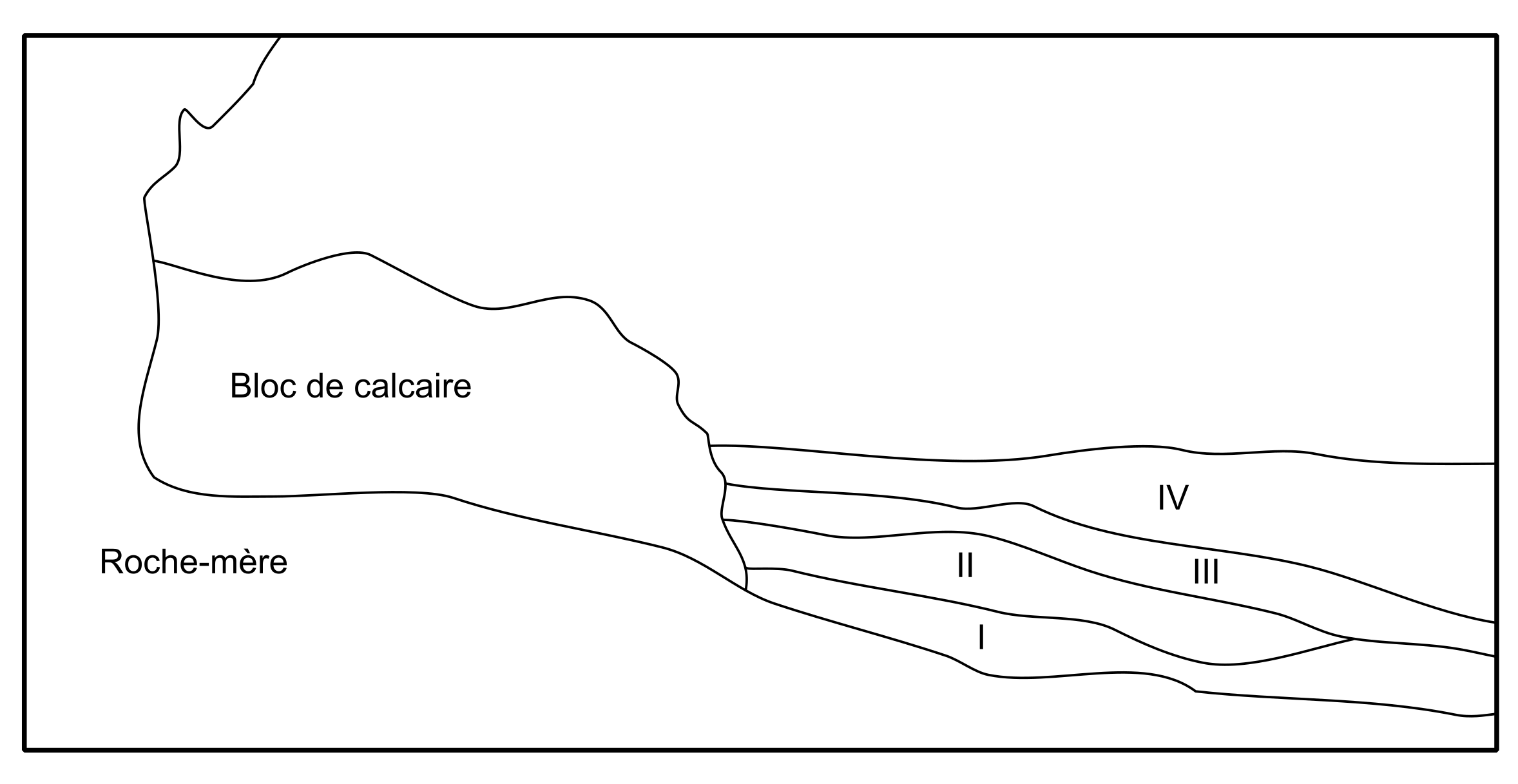
Profil Stratigraphique

Quatre unités stratigraphiques, d’une cinquantaine de centimètres d’épaisseur, ont été identifiées pendant ces fouilles, ce qui a permis de déterminer les âges relatifs de six différents types de poterie:29,:14,
L’unité stratigraphique la plus profonde (US I) est une accumulation de coquilles d’escargots terrestres, alors que les trois autres unités stratigraphiques (II, III, IV) sont composées d’un mélange de terre et de coquillages. Au dessus, une cinquième unité stratigraphique (US V) est composée d’une terre marron qui a été déposée après la seconde guerre mondiale et n’a pas été considérée comme ayant un intérêt archéologique:322.

## Mobilier archéologique

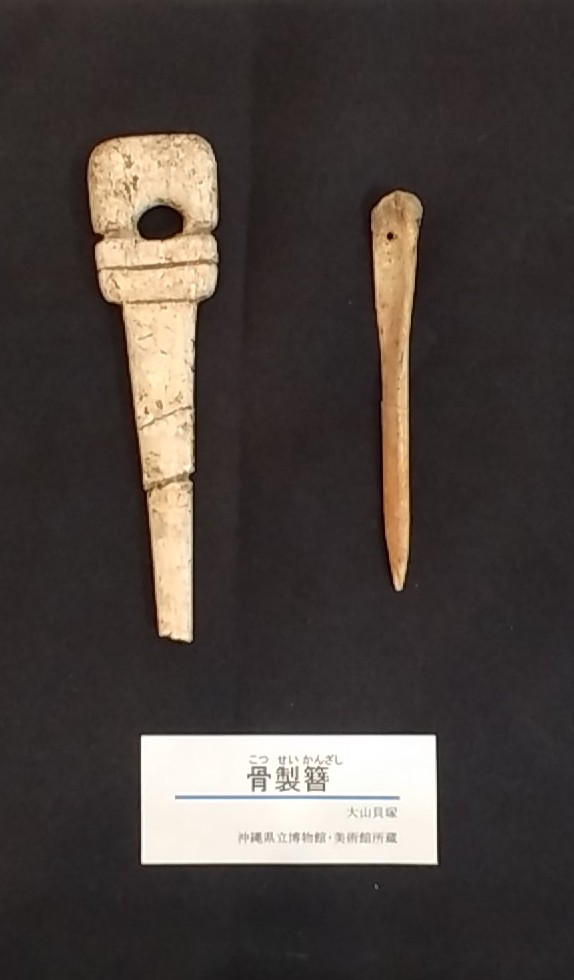
Épingle à cheveux en os provenant de l'amas coquillier d'Ōyama

Les fouilles ont permis la découverte de mobilier daté du Kaizuka Ancien Phases IV et V. Le rapport de fouilles mentionne de la poterie, une hache plate en pierre taillée et des objets en os (deux objets à perforations, trois aiguilles, un objet plat et un objet en vertèbre de requin), ainsi que d’un grand nombre d’écofacts (coquillages, os d’animaux, os de poissons):14.
Lors du transfert de la collection des 2100 pièces de mobilier au musée préfectoral en 1973, des types de poterie plus anciens que ceux mentionnés dans le rapport (Ogidō, Iha, et les types d’Amami Omonawa-tōdō et Omonawa-seidō) et un pendentif en bois de cerf ont également été identifiés:322. 

### Poterie et datation
Tous les types de poterie découverts sont montés au colombin et cuits à moins de 800 degrés:14.
Les quatre unités stratigraphiques considérées comme archéologiques ont livré six types de poterie différents décrits dans le rapport de fouilles : 
- Type I : poterie de type Jōkonmon (条痕文?), pots profonds avec avec un décor de d'impressions disposées en ligne horizontale près de l’ouverture, et quatre pastilles ovales appliquées deux par deux et comportant des motifs imprimés.
- Type II : le décor imprimé se regroupe en deux à quatre lignes horizontales près de l’ouverture, les pots sont divisés en trois groupes selon des variations dans leur forme.
- Type III : décor de lignes incisées très fines en forme d’arêtes de poissons ou en dents de scie, près de l’ouverture, la panse des pots se gonfle.
- Type IV : pots avec une ouverture évasée avec un ou deux cordons en relief près de l’ouverture, qui peuvent être non décorés ou avec un décor de traits incisés ou de poinçonnage.
- Type V : le type présente comme le type III un décor de lignes incisées très fines, mais les pots ont des ouvertures évasées avec une épaule carénée (type Kayauchibanta (カヤウチバンタ?)).
- Type VI : poterie à parois épaisses, non décorée avec un cordon appliqué près du bord[2]:322.

Des études postérieures menées lorsque les typologies céramiques préhistoriques d'Okinawa ont été plus avancées ont déterminé que les unités stratigraphiques inférieures contenaient des tessons de poterie de types Iha (伊波) et Ogidō (荻堂), les unités stratigraphiques moyennes des tessons à décor d'impressions, et les unités stratigraphiques supérieures des tessons de poterie de type Kayauchibanta, montrant une appartenance au Kaizuka Ancien Phases IV et V. 

#### Poterie Ōyama

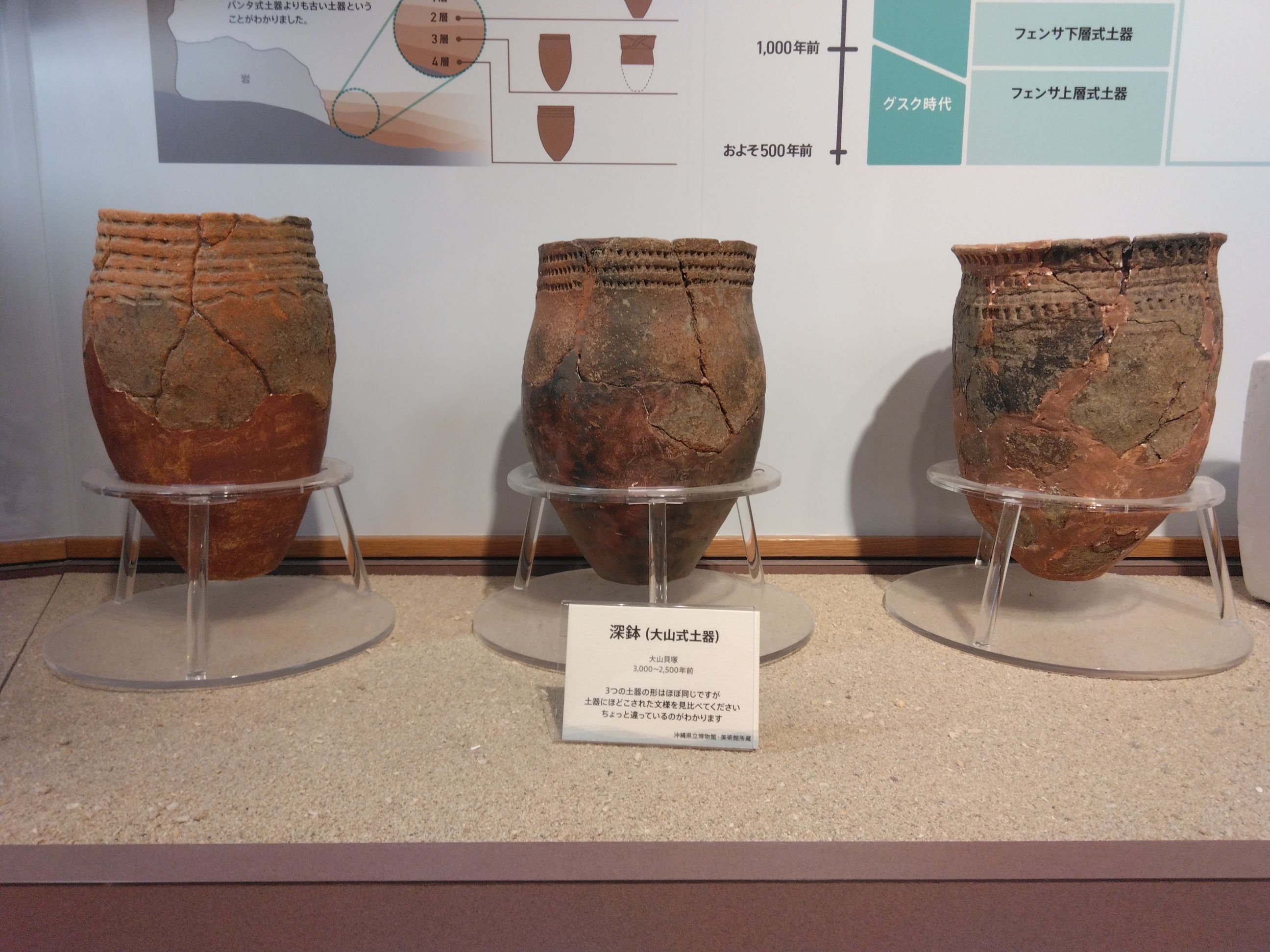
Pots de type Ōyama provenant de l'amas coquillier d'Ōyama présenté au Musée de Ginowan

La poterie à décor d’impressions (type II, des unités stratigraphiques moyennes) est actuellement connue sous le nom de « poterie de type Ōyama » (大山式土器). La poterie Ōyama correspond à des pots profonds avec un bord droit et un fond plat dont la décoration se cantonne à la partie sous l’ouverture. Le décor est imprimé avec une spatule à bout angulaire et consiste en deux à quatre lignes horizontales d’impressions quadrangulaires d’environ 5 millimètres de côté. 
Le type Ōyama est caractéristique de la céramique produite sur Okinawa  entre 3000 et 2500 ans avant le présent pendant la deuxième moitié du Kaizuka Ancien Phase IV:30,:29,:66.  Très reconnaissable, il est devenu un type céramique de référence lors des fouilles archéologiques sur l’île d’Okinawa, permettant d’identifier facilement les sites de la deuxième moitié du Kaizuka Ancien Phase IV:29.

## Postérité

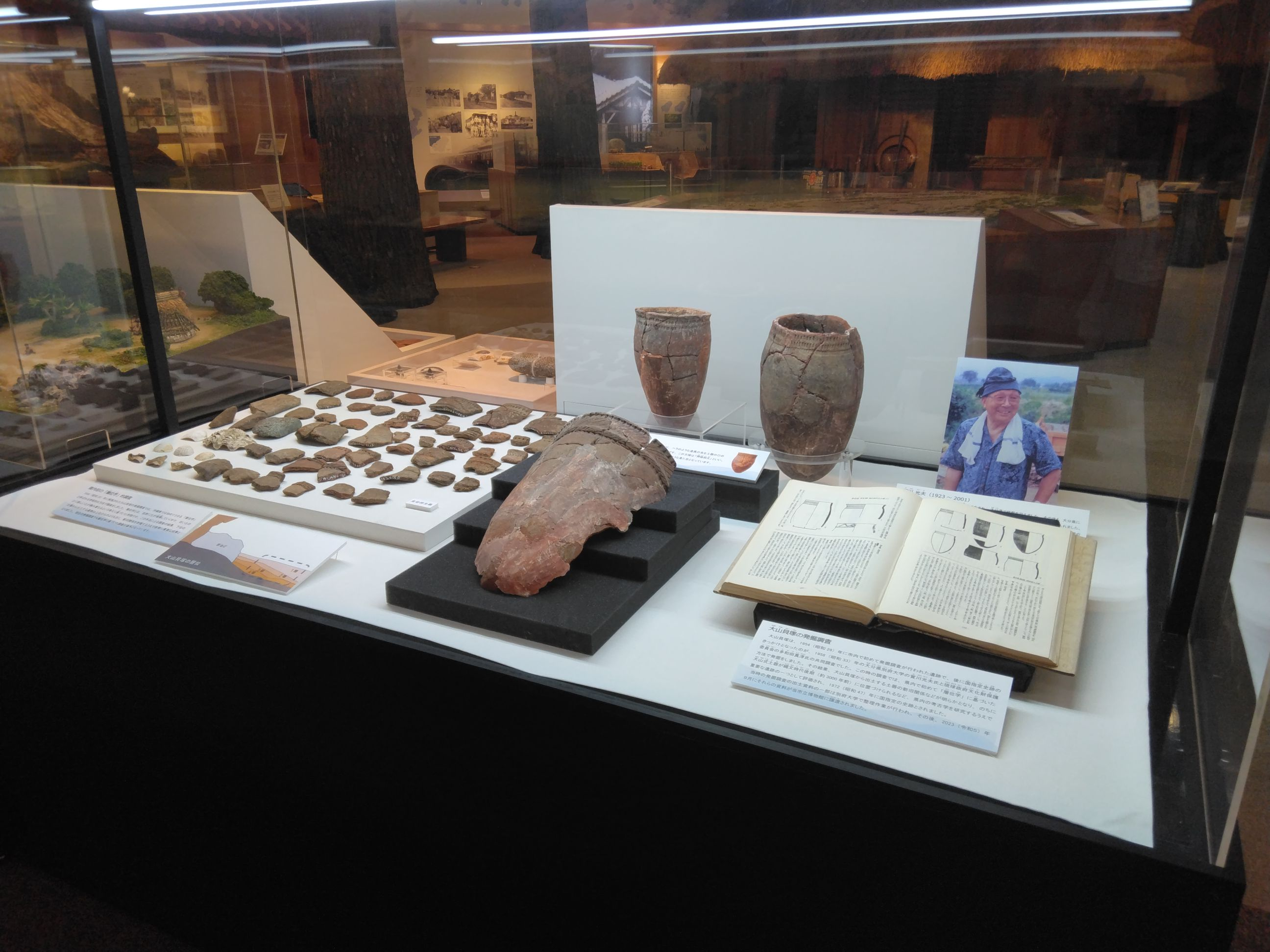
Vitrine présentant les ouilles de l'amas coquillier d'Ōyama au Musée de Ginowan

Dans la préface du rapport de fouilles, Mitsuo Kagawa déclare que « l’adoption de nouvelles techniques de fouilles pour ce chantier a permis d’obtenir des résultats exceptionnels en ce qui concerne les connaissances des débuts de la préhistoire de Ryūkyū, mais cela a également soulevé un très grand nombre de questions, ce qui est probablement la plus grande réussite de cette opération archéologique »:68.
La mise en place de techniques de fouilles mettant en exergue la stratigraphie dans l’amas coquillier d’Ōyama a permis de définir l’existence de quatre unités stratigraphiques successives, et de déterminer les âges relatifs des six différents types de poterie récoltés, aboutissant à l’établissement de la première chronologie typologique pour la céramique de la culture Kaizuka:29,:14. 
Les fouilles de l’amas coquillier d’Ōyama ont eu une influence majeure sur l’établissement de la chronologie de la préhistoire de l’île d’Okinawa:68. 
À la lumière des résultats de cette fouille,  Mitsuo Kagawa publie en 1960 l’article Réflexions sur la culture préhistorique des îles Okinawa dans l’archipel Ryūkyū, dans lequel il propose un chronologie pour la préhistoire des îles Okinawa:68.
Dans La distribution des amas coquilliers de l’archipel Ryūkyū et une proposition de chronologie, publié en 1956, Shinjun Tawada avait proposé de diviser la période préhistorique en quatre phases : ancienne, moyenne, récente et finale:68. Kagawa réunit les phases ancienne, moyenne et récente sous le terme de « préhistoire » et nomme la phase finale « antiquité » :68. 
Ils divisent la céramique collectée dans l’amas coquillier d’Ōyama en trois types, qu’ils attribuent à la phase moyenne de la préhistoire:68. 
En 1961, Hiroe Takamiya publie l’article La culture préhistorique sur l’île d’Okinawa dans lequel il redéfinit les chronologies et réattribue la poterie Ōyama au Kaizuka Ancien, en faisant un type représentatif de la fin du Kaizuka Ancien:68. 
Susumu Asato rapprochera plus tard la poterie de type Ōyama des types céramique des îles Amami:68. 
L'importance du site dans l'histoire de l'archéologie d'Okinawa entraînera sa désignation en tant que site historique national en 1972:56.

## Sites archéologiques à proximité
La ville de Ginowan recensait trois cent quarante cinq sites archéologiques en 2023, dont soixante-dix datés de la période Kaizuka:1.
Les sites de la période Kaizuka les plus remarquables à proximité de l’amas coquillier d’Ōyama sont : 
- Aragusuku Shichabaru (新城下原?)
- Futenma Shichabaru 2 (普天間下原第二遺跡?)
- Futenma Kushibaru 2 (普天間後原第二遺跡?)
- Kiyuna Agaribarunubataki (喜友名東原ヌバタキ?)
- Kiyūna Yamakawabaru 5 (喜友名山川原第五遺跡?)
- Mashiki Ukkābaru (真志喜大川原?)
- Mashiki Azamabaru 1 (真志喜安座間原第一遺跡?)
- Uchidomari Kanekubaru (宇地泊兼久原遺跡?)